# الیور سایکس
الیور اسکات «اُلی» سایکس (به انگلیسی: Oliver Sykes) (زاده ۲۰ نوامبر ۱۹۸۶) موسیقیدان بریتانیایی و خوانندهٔ اصلی گروه موسیقی برینگ می د هورایزن است. او همچنین مؤسس شرکت پوشاک دراپ دد (به انگلیسی: Drop Dead Clothing) است.

## اوایل زندگی
سایکس در ۲۰ نوامبر ۱۹۸۶ در اشفورد، کنت انگلستان به دنیا آمد. در کودکی، به همراه پدر و مادرش، ایان و کارول سایکس، به استرالیا رفت و حدود ۶ سال درمیان پرت و آدلاید زندگی کرد. وقتی سایکس ۸ سال داشت، خانواده دوباره به انگلستان برگشتند و در استوکزبریج در شفیلد، یورک‌شر جنوبی مستقر شدند. در نوجوانی، او وارد دبیرستان استوکزبریج شد.
او در سال ۲۰۱۵ با هانا پیکسی اسنودان، که یک تتو آرتیست است؛ ازدواج کرد ولی در سال ۲۰۱۶ از او جدا شد. در سال ۲۰۱۷ با مدل برزیلی، آلیسا سالز ازدواج کرد.

## حرفه

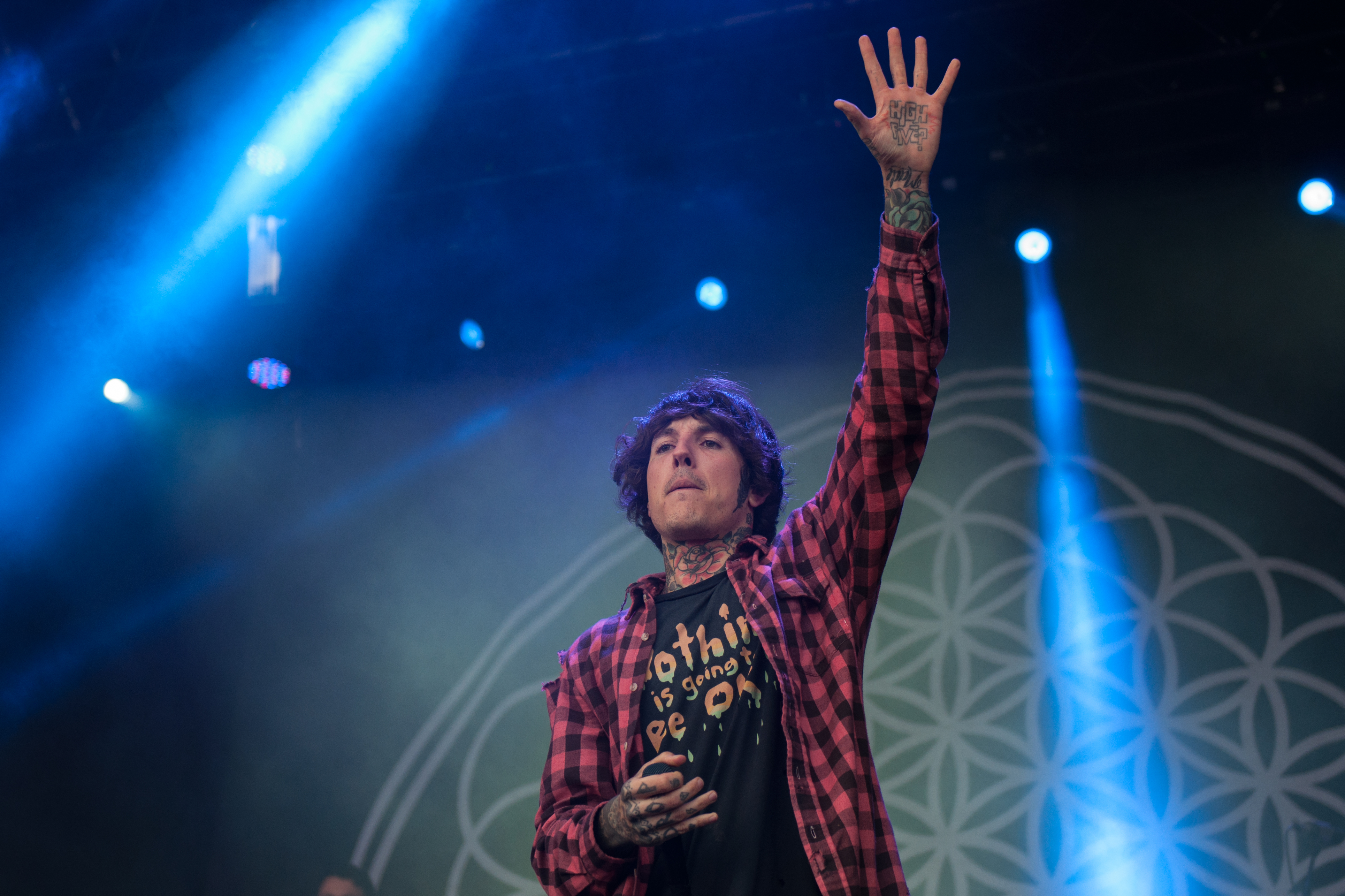
سایکس در حال اجرا به همراه برینگ می د هورایزن در ۲۰۱۴

### حرفه موسیقی: از رَحِم تا قبر، پرپل کرتو و نام مستعار اُلیساروس (۲۰۰۴–۲۰۰۰)
در اواخر ۲۰۰۰، او که هنوز در مدرسه بود، شروع به ساختن سی دی‌های تلفیقی و آهنگ‌های کوتاه تحت نام Quakebeat کرد. او همچنین با نام مستعار اُلیساروس (به انگلیسی: Olisaurus) در گروه هیپ هاپ «از رحم تا قبر» (به انگلیسی:Womb 2 Da Tomb) به همراه برادرش تام سایکس و عضو فعلی برینگ می د هورایزن، مت نیکولز، و در گروه «پرپل کرتو» (به انگلیسی: Purple Curto) به همراه نیل وایتلی نقش داشته است.

### برینگ می د هورایزن (۲۰۰۴ تا کنون)

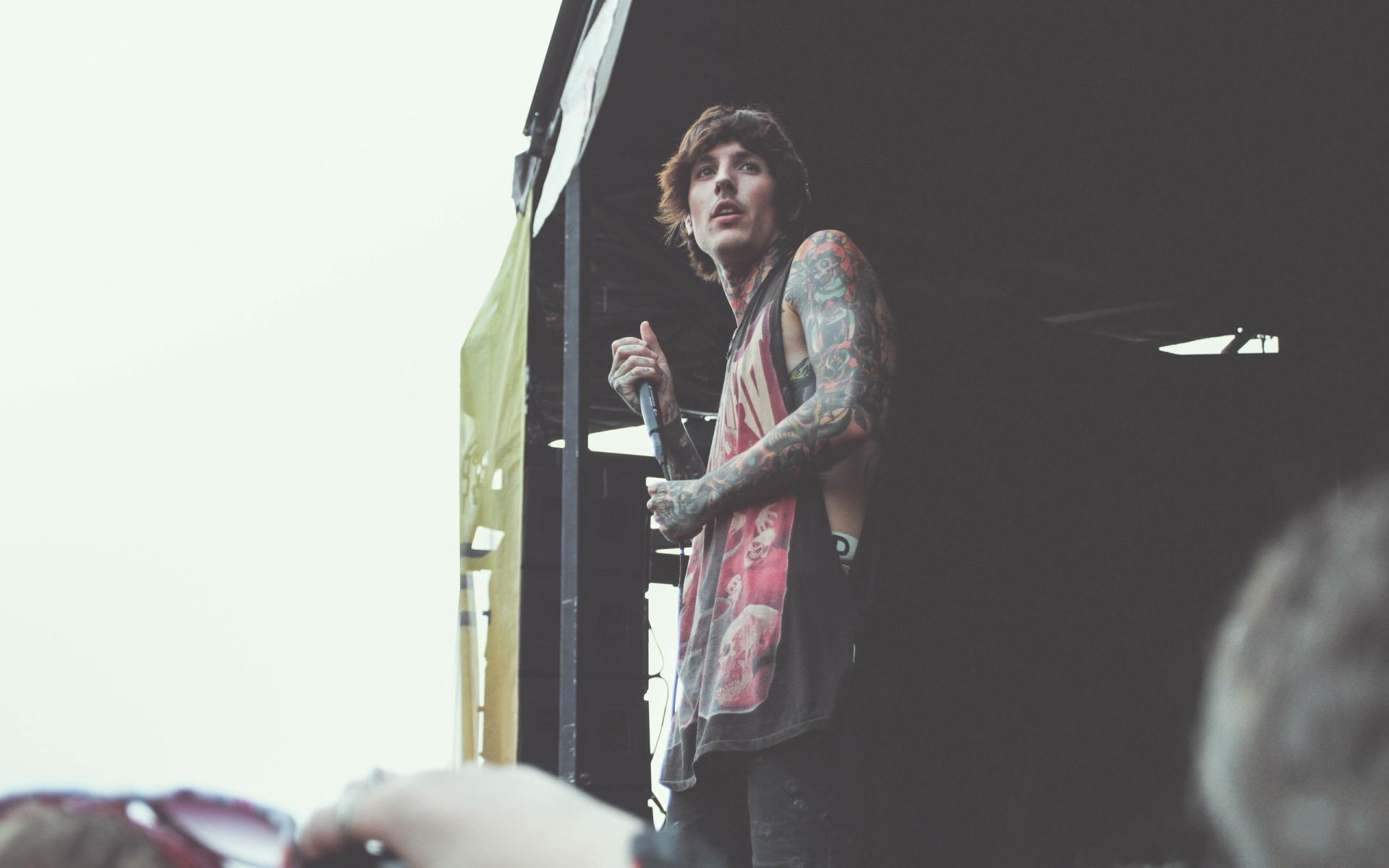
سایکس در۲۰۱۲

در سال ۲۰۰۴، سایکس گروه برینگ می د هورایزن را بنیان نهاد، که به سرعت معروف شد. گروه در ۲۰۰۶ نخستین آلبوم خود "برکاتت را بشمار" را منتشر کردند. آلبوم دوم با نام "فصل خودکشی" در ۲۹ سپتامبر ۲۰۰۸ و آلبوم سوم با نام "جهنم وجود دارد، باور کن، من دیدمش. بهشت وجود دارد، بیا این را یک راز نگه داریم." در ۴ اکتبر ۲۰۱۰ منتشر شد. در ۱ آوریل ۲۰۱۳، گروه چهارمین آلبوم استودیویی خود "ابدی" را با همکاری عضو جدید جردن فیش منتشر کردند که سایکس در آن گیتار ریتم نواخته است. در تاریخ ۱۱ سپتامبر ۲۰۱۵ پنجمین آلبوم استودیویی "دتس د اسپیریت" نشر یافت، ششمین آلبوم آن‌ها به نام "اَمو" نیز در ۲۵ ژانویهٔ ۲۰۱۹ منتشر شد.

### همکاری‌ها و دیگر پروژه‌های موسیقی
سایکس با گروه You Me at Six در آهنگ «زبانم را گاز گرفتم»، گروه معماران در آهنگ «حتی اگر ببری، باز هم یک موش هستی»، گروه اسلحه فرمانده در آهنگ «سحرگاه عصر جدید» و با گروه Deez Nuts در آهنگ «اگه نمی‌دونی، الآن می‌دونی» همکاری داشته است. سایکس همچنین در موزیک ویدیوی همهٔ خواستهٔ من از گروه روزی برای یادآوری مشارکت کرد.
همسر سابق الیور، هانا اسنوداون، در آهنگ «بستر مرگ» از برینگ می د هورایزن آواز خوانده است.
در سال ۲۰۱۷، سایکس به عنوان خوانندهٔ میهمان در نماهنگ «سکوت سخن می‌گوید» از گروه متال‌کور «وقتی او می‌خوابد» حضور یافت. سایکس در نماهنگ «پسرها» از چارلی ایکس‌سی‌ایکس نیز حضور داشته است.
سایکس با دی جِی اسکریلکس در آهنگ هشتم آلبوم جهنم وجود دارد، باور کن، من دیدمش. بهشت وجود دارد، بیا این را یک راز نگه داریم. یعنی «چشم اندازها» (به انگلیسی: Visions) همکاری کرده است. اسکریلکس همچنین در سال ۲۰۰۸ یکی از آهنگ‌های برینگ می د هورایزن «غم هرگز پایان نمی‌پذیرد» را ریمیکس کرد که این ریمیکس در در آلبوم فصل خودکشی نسخهٔ (Cut Up!) منتشر شد.
در ۲۷ اکتبر ۲۰۱۷، سایکس به همراه لینکین پارک ترانهٔ خزیدن را روی صحنهٔ کنسرت اجرا کرد، این کنسرت به احترام و یادبود چستر بنینگتون فقید برگزار شده بود.

### تولید لباس
علاوه بر فعالیت‌های خوانندگی و نوشتن آهنگ در برینگ می د هورایزن، سایکس مؤسس و صاحب خط تولید لباس Drop Dead Clothing می‌باشد.

### نویسندگی
در فوریه ۲۰۱۳، سایکس یک پروژه کیک‌استارتر را با هدف سرمایه‌گذاری روی یک رمان گرافیکی به نام "Raised By Raptors" که به وسیله خودش و یک آرتیست شرکتش (Ben Ashton-Bell) به وجود آمده بود آغاز کرد. پروژه در عرض چند هفته با ۳۹٬۲۲۳ پوند به رقمی فراتر از هدف اولیه که ۱۵٬۰۰۰ پوند بود، رسید.